# Townville (South Carolina)
Townville ist eine unincorporated community im Anderson County in South Carolina, Vereinigte Staaten. Das U.S. Census Bureau hat bei der Volkszählung 2020 eine Einwohnerzahl von 4.504 ermittelt. Townville hat ein Postamt, das am 13. Dezember 1836 eingerichtet wurde. Es hat den ZIP-Code 29689.

## Geographie
Townville liegt 24 km westnordwestlich von Anderson am South Carolina Highway 24. Townvilles geographische Koordinaten sind 34° 31′ N, 82° 53′ W (34,521037, −82,880237).

## Geschichte
Der Ort hieß vormals Brownville, aber da es bereits an anderer Stelle in South Carolina ein Postamt mit dem Namen Brownville gab, änderte die Postverwaltung den Namen in Townville.

## Belege
1. ↑  Explore Census Data Total Population in Townville CCD, Anderson County, South Carolina. Abgerufen am 19. März 2023.
2. ↑  United States Postal Service: USPS - Look Up a ZIP Code. 2012, abgerufen am 15. Februar 2012.
3. ↑  Postmaster Finder - Post Offices by ZIP Code. United States Postal Service, archiviert vom Original am 17. Oktober 2020; abgerufen am 6. August 2013.  Info: Der Archivlink wurde automatisch eingesetzt und noch nicht geprüft. Bitte prüfe Original- und Archivlink gemäß Anleitung und entferne dann diesen Hinweis.
4. ↑  US Gazetteer files: 2013. United States Census Bureau, 2013, abgerufen am 30. Juli 2014.
5. ↑  Elizabeth Belser Fuller: Anderson County Sketches. Anderson County Tricentennial Committee, 1969.